# Bosch Tiernahrung
Bosch Tiernahrung — немецкая компания-производитель кормов для животных суперпремиум-класса.

## История
Компания была основана в Блауфельдене 1960 году Куртом Бошем как семейное предприятие по производству и распространению витаминных концентратов, минеральных продуктов, заменителей молока и пищи для сельскохозяйственных животных. В 1984 году компания начала производство сухих кормов для собак. С 1990 года компания начала экспортировать корм по всему миру. С 2001 года ассортименте появились корма для кошек. В 2004 году производство Bosch Tiernahrung сертифицировано в соответствии с новыми Международными пищевыми стандартами (IFS). С 2006 года компания также занимается производством кормов для хорьков. В 2007 году был построен завод по переработке свежего мяса. Завод был сертифицирован по стандарту «Verarbeitung okologische Landbauprodukte e.V» (Обработка экологической сельскохозяйственной продукции) управления №. OKO D-BW-007-05519-E, что позволило начать производство органических кормов Bosch «Природные органические концепции» (biobosch).
По данным на 2015 год, компания является одним из лидеров рынка Германии, количество сотрудников Bosch Tiernahrung достигает 500 человек, в то время, как в деревне, где расположена компания, проживает всего 760 человек.